# العلاقات الأسترالية الطاجيكستانية
العلاقات الأسترالية الطاجيكستانية هي العلاقات الثنائية التي تجمع بين أستراليا وطاجيكستان.

## مقارنة بين البلدين
هذه مقارنة عامة ومرجعية للدولتين:
| وجه المقارنة                                              | أستراليا                                   | طاجيكستان                          |
| --------------------------------------------------------- | ------------------------------------------ | ---------------------------------- |
| المساحة (كم2)                                             | 7.69 مليون                                 | 143.10 ألف                         |
| عدد السكان (نسمة)                                         | 24.51 مليون                                | 8.92 مليون                         |
| الكثافة السكانية (ن./كم²)                                 | 3.19                                       | 62.33                              |
| العاصمة                                                   | كانبرا، ملبورن                             | دوشنبه                             |
| اللغة الرسمية                                             | لغة إنجليزية                               | اللغة الطاجيكية                    |
| العملة                                                    | دولار أسترالي، جنيه إسترليني، جنيه أسترالي | ساماني طاجيكي، الروبل الطاجيكستاني |
| الناتج المحلي الإجمالي (بليون دولار)                      | 1.32 تريليون                               | 7.15 مليار                         |
| الناتج المحلي الإجمالي (تعادل القوة الشرائية) بليون دولار | 1.10 تريليون                               | 24.03 مليار                        |
| الناتج المحلي الإجمالي الاسمي للفرد دولار أمريكي          | 56.31 ألف                                  | 925                                |
| الناتج المحلي الإجمالي للفرد دولار أمريكي                 | 45.92 ألف                                  | 2.69 ألف                           |
| مؤشر التنمية البشرية                                      | 0.939                                      | 0.624                              |
| رمز المكالمات الدولي                                      | +61                                        | +992                               |
| رمز الإنترنت                                              | .au                                        | .tj                                |
| المنطقة الزمنية                                           |                                            | ت ع م+05:00                        |

## منظمات دولية مشتركة
يشترك البلدان في عضوية مجموعة من المنظمات الدولية، منها:
| علم المنظمة | اسم المنظمة                        | تاريخ انضمام أستراليا | تاريخ انضمام طاجيكستان |
| ----------- | ---------------------------------- | --------------------- | ---------------------- |
|             | مؤسسة التنمية الدولية              | 24 سبتمبر 1960        | 4 يونيو 1993           |
|             | مؤسسة التمويل الدولية              | 20 يوليو 1956         | 2 ديسمبر 1994          |
|             | منظمة حظر الأسلحة الكيميائية       | ?                     | ?                      |
|             | الأمم المتحدة                      | 1 نوفمبر 1945         | 2 مارس 1992            |
|             | الاتحاد الدولي للاتصالات           | 27 مايو 1878          | 28 أبريل 1994          |
|             | منظمة الشرطة الجنائية الدولية      | ?                     | ?                      |
|             | البنك الدولي للإنشاء والتعمير      | 5 أغسطس 1947          | 4 يونيو 1993           |
|             | الاتحاد البريدي العالمي            | ?                     | ?                      |
|             | وكالة ضمان الاستثمار متعدد الأطراف | 10 فبراير 1999        | 9 ديسمبر 2002          |
|             | بنك التنمية الآسيوي                | 1966                  | 1998                   |
|             | يونسكو                             | 4 نوفمبر 1946         | 6 أبريل 1993           |
|             | الفريق المعني برصد الأرض           | ?                     | ?                      |

## وصلات خارجية
- موقع وزارة الخارجية الأسترالية